# امانوئل در بانکوک
امانوئل در بانکوک (انگلیسی: Emanuelle in Bangkok) یک فیلم سکسنتفاعی به کارگردانی جو داماتو است که در سال ۱۹۷۶ منتشر شد.

## بازیگران
- لورا خمسر
- الی گالیانی
- گابریله تینتی
- ایوان راسیموف
- ونانتینو ونانتینی
- جاکومو روسی استوارت
- کریس آورام